# Верхня та нижня межа

Множина, її верхні межі та супремум.

Верхня та нижня межа (мажоранта та міноранта) — в теорії порядку, це межі підмножини в частково впорядкованій множині.

## Визначення
Для підмножини {\displaystyle X} частково впорядкованої множини {\displaystyle (P,\leq )} :
Міноранта чи нижня межа {\displaystyle X} — елемент {\displaystyle a\in P}, такий що {\displaystyle \forall x\in X:\quad a\leqslant x}.
Мажоранта чи верхня межа {\displaystyle X} — елемент {\displaystyle b\in P}, такий що {\displaystyle \forall x\in X:\quad x\leqslant b}.

## Пов'язані визначення
Верхньою гранню, точною верхньою межею чи супремумом (лат. supremum — найвищий) підмножини {\displaystyle X}, називається найменший елемент {\displaystyle P}, який є мажорантою {\displaystyle X}.
Позначається {\displaystyle \sup X}.
Більш формально:
{\displaystyle S_{X}=\{b\in P\mid \forall x\in X\!:x\leqslant b\}\!} — множина мажорант {\displaystyle X}, тобто елементів {\displaystyle P}, рівних чи більших за всі елементи {\displaystyle X}
{\displaystyle s=\sup(X)\iff s\in S_{X}\land \forall b\in S_{X}\!:s\leqslant b.}
Нижньою гранню, точною нижньою межею чи інфімумом (лат. infimum — найнижчий) підмножини {\displaystyle X}, називається найбільший елемент {\displaystyle P}, який є мінорантою {\displaystyle X}.
Позначається {\displaystyle \inf X}.

### Зауваження
- Для підмножини може не існувати міноранти чи мажоранти.
- Для підмножини при наявності мінорант/мажорант може не існувати інфімума/супремума.
- Для підмножини в якої існують інфімум чи супремум, вони є єдиними, але можуть не належати множині.

- Для підмножини в якої існують найменший чи найбільший елементи, то вони є інфімумом та супремумом, відповідно.
- І навпаки, для підмножини {\displaystyle X}:
  - якщо {\displaystyle i=\inf(X)\in X}, то {\displaystyle i} є найменшим елементом та мінімумом {\displaystyle X}, позначається {\displaystyle i=\min _{x\in X}x}.
  - якщо {\displaystyle s=\sup(X)\in X}, то {\displaystyle s} є найбільшим елементом та максимумом {\displaystyle X}, позначається {\displaystyle s=\max _{x\in X}x}.

## Приклади
- На множині всіх раціональних чисел, більших п'яти, не існує мінімуму, проте існує інфінум. {\displaystyle \inf } такої множини дорівнює п'яти. Інфінум не є мінімумом, так як п'ять не належить цій множині. Якщо ж визначити множину всіх натуральних чисел, більших п'яти, то у такої множини є мінімум і він дорівнює шести. Взагалі кажучи, у будь-якої непорожньої підмножини множини натуральних чисел існує мінімум.
- Для множини {\displaystyle S=\left\{{\frac {1}{k}}\mid k\in \mathbb {N} \right\}=\left\{1,\;{\frac {1}{2}},\;{\frac {1}{3}},\;\ldots \right\}}

{\displaystyle \sup S=1}; {\displaystyle \inf S=0}.
- Множина додатних раціональних чисел {\displaystyle \mathbb {Q} _{+}=\{x\in \mathbb {Q} \mid x>0\}} не має точної верхньої грані в {\displaystyle \mathbb {Q} }, точна нижня грань {\displaystyle \inf \mathbb {Q} _{+}=0}.
- Множина {\displaystyle X=\{x\in \mathbb {Q} \mid x^{2}<2\}} раціональних чисел, квадрат котрих менше двох, не має точної верхньої та нижньої грані в {\displaystyle \mathbb {Q} }, але якщо його розглядати як підмножину множини дійсних чисел, то

{\displaystyle \sup X={\sqrt {2}}} та {\displaystyle \inf X=-{\sqrt {2}}}.

## Теорема про грані
Формулювання: Непорожня множина, обмежена зверху, має верхню грань; обмежена знизу — нижню грань.
Тобто існує {\displaystyle a} та {\displaystyle b} такі, що
{\displaystyle b=\sup X{\begin{cases}\forall x\in X\Rightarrow x\leqslant b\\\forall b^{'},b^{'}<b\Rightarrow \exists x\in X\land x>b^{'}\end{cases}}(1.1)}
{\displaystyle a=\inf X{\begin{cases}\forall x\in X\Rightarrow x\geqslant a\\\forall a^{'},a^{'}>a\Rightarrow \exists x\in X\land x<a^{'}\end{cases}}(1.2)}

## Властивості
- З теореми про грані, для будь-якої обмеженої зверху підмножини {\displaystyle \mathbb {R} }, існує {\displaystyle \sup }.
- З теореми про грані, для будь-якої обмеженої знизу підмножини {\displaystyle \mathbb {R} }, існує {\displaystyle \inf }.
- Дійсне число {\displaystyle s} є {\displaystyle \sup X} тоді й лише тоді, коли:
  1. {\displaystyle s} є верхня грань {\displaystyle X} тобто для всіх елементів {\displaystyle x\in X}, {\displaystyle x\leqslant s};
  2. Для будь-якого {\displaystyle \varepsilon >0} знайдеться {\displaystyle x\in X}, такий, що {\displaystyle x+\varepsilon >s}.(тобто до {\displaystyle s} можна скільки завгодно «близько підібратися» з множини {\displaystyle X})
- Аналогічне твердження справджується для точної нижньої грані.